# Achyrocalyx
Achyrocalyx, nekadašnji manji biljni rod iz porodice primogovki. Rasprostranjen je jedino na otoku Madagaskar. Postojale su tri priznate vrste. danas je uklopljen u rod Stenandriopsis 

## Vrste
1. Achyrocalyx decaryi Benoist
2. Achyrocalyx gossypinus Benoist
3. Achyrocalyx pungens Benoist
4. Achyrocalyx vicinus Benoist, možda sinonim za Achyrocalyx decaryi[4]